# EMule Xtreme Mod
eMule Xtreme Mod，简称Xtreme Mod、Xtreme或XT，是基于官方eMule开发的一个自由开源的P2P文件共享软件。它是一个eMule Mod，遵循GNU GPL协议。
Xtreme是用户最多的eMule Mods之一。截止2009年9月，在SourceForge上，Xtreme是下载数最多的eMule Mod，它也是较权威的eMule Mods发布站点emule-mods.de上评分最高的eMule Mod。

## 历史
eMule Xtreme Mod大约于2004年开始开发，其原作者是德国的程序员Xman。
- 2005年1月，Xman于SourceForge上建立了项目并发布了Xtreme 2.1。
- 2005年9月27日，刚发布的Xtreme 4.5中加入了DLP（动态反吸血驴保护）功能，其中带有可持续更新的DLP库，用以鉴别出吸血驴并对其做减分或屏蔽处理，其中DLP后来陆续被其他一些Mods所使用。
- 2007年8月，Xman发布了Xtreme 6.1版本之后与eMule官方论坛的程序员失去了联系。原官方网站xtreme-mod.net（页面存档备份，存于）除Xman之外无人拥有权限，因此该网站现已停止维护[3]，提供的下载也停留在Xtreme 6.1和DLP v31上。于是，中国程序员zz_fly和德国程序员、StulleMule等Mods的作者Stulle接手了Xtreme项目，并于2008年9月28日发布了Xtreme 7.0。Stulle拥有SourceForge上Xtreme项目的权限，可继续更新。现在的Xtreme官方发布于SourceForge上的Xtreme项目页（页面存档备份，存于）上。
- 2010年12月17日，Xman突然回到官方eMule论坛并宣布已经把Xtreme官方网站xtreme-mod.net（页面存档备份，存于）的管理权移交Stulle，于是官方网站上的Xtreme也更新至当时最新的版本8.0和DLP v41。至此，Xman正式退出Xtreme的开发工作。[4]

## 功能
eMule Xtreme Mod的主要功能，除了官方eMule所有的功能外还有：
- 使用Maella带宽控制系统，准确计算额外开销。
- 使用NAFC系统，更适合ADSL用户使用。
- 使用Xtreme下载管理系统，使来源处理智能化。
- 使用Xtreme积分系统。
- 支持强力分享（英語：PowerRelease）和动态隐藏文件块功能，提高文件发布的速度。
- 支持IP2C数据库，显示连接上的客户、服务器端的地区旗帜。
- 支持DLP，屏蔽吸血驴。
- 相对于官方eMule的代码改进。

### DLP
DLP（中文：动态反吸血驴保护）是eMule Xtreme Mod的原作者Xman为Xtreme原创开发的动态反吸血驴组件。用于辅助检测并屏蔽吸血驴，从Xtreme4.5版开始使用，Xtreme的DLP库也被认为是官方DLP库，至今一直在更新。目前支持DLP且默认使用官方DLP库的有Xtreme、MagicAngel、ScarAngel、Mephisto、X-Ray、StulleMule、NeoMule（非完全）、CN、DreaMule等Mod。